# プロセッサー・ナンバー
プロセッサー・ナンバーは、インテルがマイクロプロセッサの製品シリーズごとに付与した型番である。
高クロック周波数化路線の行き詰まりなどにより、数字で製品を区別するために導入された。インテルの考える製品ごとの上下関係を示すもので、直接的に性能を表すAMD Athlon XP / 64 / 64 X2、Sempronのモデルナンバーとは思想が異なる。

## プロセッサー・ナンバー一覧

### 4桁シリーズ
4桁目は区分を表す。数字が大きいほど強力な処理能力になっている傾向にある。
3桁目は、一般消費者向け(1000番台、2000番台、4000番台、6000番台、8000番台)では性能を表すが、サーバ向け(3000番台、5000番台、7000番台、9000番台)などではその区分の中での世代を表す。
TDP（熱設計電力）にてパワー・クラスが設定されている。 
- X パフォーマンスオリエンテッド
- E 50W以上
- T 24 ～ 49W
- L 15 ～ 24W
- U 14W以下

サーバ向けのパワー・クラスは一般消費者向けとは違っている。
- X 120W前後
- E 80W前後
- T 不明
- L 50W前後
- U 不明

3000番台と5000番台に対応するチップセットもまた3形式番号が000番台と5000番台を付けるように改められた。

#### 9xxx
Itanium 2
90x0 - Montecitoと呼ばれるDual-Core Itanium 9000でプロセッサ・ナンバーが初めて採用された。
Core 2 Extreme
コードネームがYorkfield-XEの製品である。デスクトップ向け、モバイル向けの両者がある。
Core 2 Quad
コードネームがYorkfieldの製品で、TXTに対応するものである。デスクトップ向け、モバイル向けの両者がある。
Core 2 Duo
Core 2第二世代のモバイル向け製品である。

#### 8xxx
デスクトップ向けCore 2
45nmプロセスで製造され、コードネームはQuadがYorkfield、DuoがWolfdaleである。Quadは9000番台の製品に比べ2次キャッシュが減らされ、TXTに対応しない。
モバイル向けCore 2 Duo
超低電圧版以外で、2次キャッシュ容量が3MBの製品。
Xeon  E7
1ノード当たり、8プロセッサ搭載可能。

#### 7xxx
Xeon MP
71x0
Tulsaと呼ばれるXeon 7100。末尾にMとNの1文字が付与されるが、これはFSB速度の違いで、Mは800MHz、Nは667MHzを表す。
70x0
Paxville-MPと呼ばれるDual-Core Xeonでプロセッサ・ナンバーが初めて採用された。
Core 2 Duo
第一世代のモバイル向け製品である。
第二世代のデスクトップ向け廉価版Core 2 Duoである。8000番台の製品との差は、FSBと2次キャッシュ容量、TXT非対応である点である。
Core 2 Extreme
モバイル向けの製品である。

#### 6xxx
通常デスクトップ向けCore 2
- 6x00

Conroeと呼ばれるCore 2 Duo、およびConroe-XEと呼ばれるCore 2 Extremeでプロセッサ・ナンバーが初めて採用された。その後、Core 2 Quadも加えられた。
パワークラスが用いられる。その他にクアッドコア製品を表すQがあるが、QX6x00はあるものの通常デスクトップ向けではQE6x00とはならずにパワークラスは付かないQ6x00である。
廉価デスクトップ向けPentium Dual-Core
Pentium Dual-Core E5x00のFSBを1066MHｚに引き上げ、VTに対応したもの。

#### 5xxx
デュアルプロセッサXeon
- 53x0

Clovertownと呼ばれるQuad-Core Xeon 5300。
5000番台でパワー・クラスが初めて付与された。使用されるパワー・クラスはX、E、Lが発表されている。
- 51x0

Woodcrestと呼ばれるDual-Core Xeon 5100。
- 50x0

Dempseyと呼ばれるDual-Core Xeon 5000でプロセッサ・ナンバーが初めて採用された。
廉価デスクトップ向けPentium Dual-Core
第二世代Core 2 Duoの廉価版で、Core 2 Duo E7x00との違いは、L2キャッシュとFSBが制限され、SSE4命令セットがサポートされていない点である。

#### 4xxx
廉価デスクトップ向け
Core 2 Duo E4x00が該当する。6000番台の製品との差は、FSB速度とVT対応である。
Xeon E7/E5
1ノード当たり、4プロセッサ搭載可能。

#### 3xxx
シングルプロセッサXeon
WoodcrestとConroe-XEと同じ世代のコアでXeon 30x0が発売に向けて準備中である。
Core 2 Solo
Core 2第二世代の製品。
Celeron Dual-Core
第二世代Core 2 Duoの最廉価版で、前世代E1xxxと比べ、L2キャッシュが倍増し、VTに対応した。
Intel Core i7/i5/i3
LGA2011ソケットのCore i7。22nmプロセスのIvy Bridge。

#### 2xxx
Intel Core Duo、Core 2 Solo
パワークラスが付与されている。
Pentium Dual-Core
Core 2 Duo E4x00の廉価版。下3桁目と下2桁目で性能を表す。
Intel Core i7/i5/i3
LGA2011ソケットのCore i7を除く、32nmプロセスのSandy Bridge。
Xeon E7/E5
1ノード当たり、2プロセッサ搭載可能。

#### 1xxx
Intel Core Solo
パワークラスが付与されている。
Celeron Dual-Core
Pentium Dual-CoreのL2キャッシュを1MBから512KBに半減させたもので、Core 2 Duoの最廉価版。
Xeon E5/E3
1ソケットサーバー用プロセッサ。

### 3桁シリーズ
Pentium D 世代では、3桁目がシリーズを表し、2桁目が性能、1桁目が設計順を表す。コアの動作クロックのみならず、FSBの速度および消費電力も性能に含まれることから、2桁目で数字が足らず1桁目でも性能を表す場合がある。その結果、プロセッサ・ナンバー自体には従来のような低電圧版を表すLVや超低電圧版を表すULVは無くなった。
例えば、「630」と「640」では同シリーズで後者が高性能、「630」と「631」では、ほぼ同性能で後者が新製品、となる。

#### 9xx
デスクトップ向け
- Pentium Extreme Editionのコアあたり2Mバイト L2キャッシュ製品。
- Pentium Dのコアあたり2Mバイト L2キャッシュ製品。

Core i7 Extreme Edition、Core i7のうち、LGA1366ソケットの製品。
モバイル向け
Core i7 Extreme Edition

#### 8xx
デスクトップ向け
- Pentium Extreme Editionのコアあたり1Mバイト L2キャッシュ製品。
- Pentium Dのコアあたり1Mバイト L2キャッシュ製品。

Core i7のうち、LGA1156ソケットの製品。
モバイル向け
Core i7のClarksfieldコア

#### 7xx
デスクトップ向け
Core i5のうち、4コアの製品。
モバイル向け
Pentium M
Core i7のClarksfield

#### 6xx
デスクトップ向け
Pentium 4の2MB L2キャッシュ製品
Core i5のうち、2コアの製品。
モバイル向け
Core i7のArrandaleコア、GPUが内蔵している

#### 5xx
デスクトップ向け
Pentium 4の1MB L2キャッシュ製品。
Core i3
モバイル向け
Mobile Pentium 4
Core i5のArrandaleコア。Core i7 Arrandaleの廉価版。

#### 4xx
モバイル向け
Intel CoreコアのCeleron M

#### 3xx
デスクトップ向け
Prescottl-VコアおよびCederMill-VコアのCeleron D
モバイル向け
BaniasコアおよびDotanコアのCeleron M
Core i3のArrandaleコア。Core i5 Arrandaleの廉価版。